# Premiepension
Premiepension är en del av den allmänna pensionen som kan placeras i värdepappersfonder. Alla som har arbetat eller bott i Sverige får allmän pension. Den grundas på alla inkomster personen betalat skatt för.
Av varje persons lön upp till 37 807,38 kr/mån avsätts 2,5 procent till premiepension (år 2017). Mer precist, så avsätts 2,5 procent av lönen upp till ett maxbelopp om 7,5 inkomstbasbelopp.
Avsättningen till premiepension förvaltas, om individen inte gjort något aktivt val, i ett statligt alternativ förvaltat av Sjunde AP-fonden. Individen har också möjlighet att låta premiepensionen förvaltas i någon av de fonder som är knutna till premiepensionssystemet.
Pensionsbygget är en aktör som tillhandahåller aktiva val i premiepensionen. 

## Från inkomst till konto
Den pensionsgrundande inkomsten är den inkomst personen deklarerat för. Tidigare sköttes premiepensionen dels genom att Försäkringskassan fastställde personens pensionsrätt utifrån pensionsgrundande inkomst, dels genom att Premiepensionsmyndigheten (PPM) placerade personens pensionsrätter på dennes premiepensionskonto. Detta sköts sedan 1 januari 2010 av Pensionsmyndigheten.
Pengar avsätts varje månad från personens inkomst, men pensionsrätterna fastställs först året efter intjänandeåret. Till dess är det Pensionsmyndigheten som förvaltar pengarna. Då omvandlas pengarna till pensionsrätter och sätts in på premiepensionskontot.

## Utbetalning
Från och med den månad man fyller 62 år (Höjning planerad till 63) kan man om man önskar få ut sin premiepension. Man får ett visst belopp varje månad, ett så kallat månadsbelopp. Det går att ta ut mindre än detta belopp varje månad, om man vill spara till senare. Det går dock inte att ta ut mer.

## Skillnad mellan premiepension och traditionell försäkring
Premiepension är en form av fondförsäkring, vilket betyder att pensionsbeloppet kan variera från år till år och är beroende av de ingående fondernas värdeutveckling. Traditionell försäkring, å andra sidan, baserar sig på att försäkringsbolagets förvaltning över tiden är stabil och innehåller en garanterad del. Detta leder till att den traditionella försäkringen har en stabilare utveckling och ger en säkrare prognos på framtida utbetalningar. Pensionsmyndigheten beslutar hur stor tilldelning på inbetalda pensioner utifrån återbäringsräntan, som är värdeutveckling minus förvaltningskostnader.
Pensionsbeloppet med premiepension varierar genom att man utöver ett garanterat belopp även kan få ett tilläggsbelopp. Tilläggsbeloppets storlek bestäms även det av värdeutvecklingen på fonderna.

## Byte till traditionell försäkring
När man går i pension har man möjlighet att byta från fondförsäkring till traditionell försäkring. Man kan inte byta tillbaka till fondförsäkring.

## Förvaltarbolag
På marknaden finns i dag många så kallade förvaltarbolag som mot betalning erbjuder hjälp med placeringen av premiepensionen. Enligt en rapport "Utvärdering av externa förvaltningstjänster i premiepensionen" från dec 2012 visar statliga Inspektionen för socialförsäkringen (ISF) att de som anlitat ett förvaltningsbolag i större utsträckning än andra är personer med "låg utbildning, låga finansiella tillgångar, höga disponibla inkomster och som i högre utsträckning har arbetslöshetsersättning, företagsinkomster eller privat pensionssparande". Studien visar dock att den eventuella lönsamheten i att anlita externa förvaltarbolag är svår att utvärdera och att de empiriska studier som gjorts på delar av pensionsspararna inte kan generaliseras till alla pensionssparare.